# Димитър Попов (БКП)
Вижте пояснителната страница за други личности с името Димитър Попов.
Димитър Илиев Попов (Мутата) е български политик от БКП.

## Биография
Роден е на 6 юни 1935 г. във Варна. Средното си образование завършва през 1951 г. През 1957 г. завършва Висшето военноморско училище във Варна със специалност „инж. корабен механик“ – за ВМС. Служи като офицер във Военноморския флот. През 1958 г. започва работа като технолог в завод „Васил Коларов“, а след това е главен механик в Текстилния комбинат „Първи май“. Известно време е директор на завода за манометри „Черно море“. Директор на Корабостроителния завод и генерален директор на ДСО „Корабостроене“. От 1971 до 1975 г. е заместник-председател на Изпълнителния комитет на Окръжния народен съвет на Варна. В периода 1979 – 1981 г. е председател на комитета. Членува в Градския и Окръжния комитет на БКП във Варна. От юли 1981 г. е първи секретар на Окръжния комитет на БКП във Варна. От 1981 до 1986 г. е кандидат-член на ЦК на БКП, а от 1986 до 1990 г. и член на ЦК на БКП.